# 27 يوتيربي
يوتيربي (أو 27 يوتيربي وفق تسمية الكوكب الصغير) (بالإنجليزية: 27 Euterpe)‏ هو كويكب ضمن حزام الكويكبات؛ وهو الكويكب السابع والعشرون من حيث ترتيب الاكتشاف.
اكتشف جون راسل هند الكويكب في الثامن من نوفمبر سنة 1853؛ وأسماه يوتيربي، على اسم إحدى الآلهة وفق الأساطير الإغريقية.